# HanbitSoft
HanbitSoft (кор. 한빛소프트) — корейский разработчик и издатель компьютерных игр. Компания, основаная в 1999 году бывшим сотрудником LG Soft Ким Ён Маном, изначально занималась распространением игр Blizzard Entertainment в Республике Корея. Позднее компания начала разрабатывать и издавать игры жанра MMORPG, такие как Tantra Online, PangYa, Granado Espada и Hellgate: London. В 2007 году акции компании были выкуплены T3 Entertainment, ставшей её крупнейшим акционером.

## История
Азиатский финансовый кризис 1997—1998 годов привёл к закрытию компании LG Soft, занимавшейся дистрибуцией компьютерной игры StarCraft в Республике Корея. Один из руководителей LG Soft, Ким Ён Ман, решил организовать стартап, посвящённый StarCraft, названный HanbitSoft. В январе 1999 года он получил права на дистрибуцию StarCraft в Южной Корее. Первым делом компания разослала бесплатные копии игры в корейские писибаны в рекламных целях. Несмотря на распространённое в Корее пиратство, продажи StarCraft выросли на порядок: если в 1998 году было продано около 120 000 копий игры, то за 1999 год — около миллиона, а за следующие четыре года — ещё около 2,5 млн. Также Hanbit Soft активно вкладывалась в развитие киберспорта: в 2001 году она выступила одной из соосновательниц киберспортивной ассоциации KeSPA, причём Ким Ён Ман лично занимал пост председателя ассоциации до 2006 года; в мае 2001 года была основана HanbitSoft Stars, киберспортивная команда по StarCraft; также в том же году компания выступила спонсором сезона киберспортивного турнира OSL (2001 HanbitSoft OnGameNet Starleague).
HanbitSoft выступила дистрибьютором и локализатором других игр Blizzard Entertainment. Diablo II распространялась в двух вариантах: англоязычная версия получила отметку 18+ из-за чрезмерного насилия, а для подростков была доступна локализованная отцензурированная корейская версия. Следом студия получила права на дистрибуцию Warcraft III, которая также изначально продавалась на английском языке, после чего был выпущен патч с корейским переводом, а затем в продажу поступила локализованная корейская версия. Однако продажи Warcraft III не оправдали ожиданий, и HanbitSoft отказалась от распространения дополнения The Frozen Throne, что подкосило отношения компании с Blizzard. Права на распространение World of Warcraft также были отданы другой компании.
HanbitSoft решила сосредоточиться на разработке собственных MMORPG. Компания инвестировала 12 миллиардов вон в разработку Tantra Online, однако она не окупилась. Следом компания инвестировала в PangYa, которая стала коммерчески успешной. Также компания выступила издателем With Your Destiny.
В 2007 году Blizzard решила отказаться от услуг посредников и вести свой бизнес в Корее самостоятельно, что лишило HanbitSoft одного из основных источников дохода. Кроме того, последние изданные компанией игры Granado Espada и Hellgate: London не снискали коммерческого успеха. 19 мая 2007 года компания T3 Entertainment, занимавшаяся разработкой Audition Online, выкупила 25 % акций HanbitSoft, став крупнейшим её акционером. В 2008 году команда Hanbit Stars была передана корпорации Woongjin, и соотвественно переименована в Woongjin Stars.